# Megalonema platycephalum
Megalonema platycephalum är en fiskart som beskrevs av Eigenmann 1912. Megalonema platycephalum ingår i släktet Megalonema och familjen Pimelodidae. Inga underarter finns listade i Catalogue of Life.